# Аалто, Элисса
Эльза Кайса А́алто (фин. Elsa Kaisa Aalto, урождённая Мякинеми, фин. Mäkiniemi; 22 ноября 1922, Кеми, Оулу — 12 апреля 1994, Хельсинки) — финский архитектор и дизайнер. Вторая жена Алвара Аалто.

## Биография

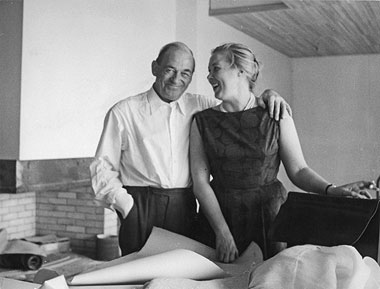
Супруги Аалто

Элисса родилась в 1922 году в Кеми в семье полковника Аугуста Мякинеми. В 1949 году она окончила архитектурное образование в Политехническом институте в Хельсинки и начала работать у архитектора Алвара Аалто. У Аалто тогда же умерла первая жена Айно, также архитектор и дизайнер. В 1952 году Алвар и Элисса поженились. На тот момент ему было 54 года, ей — 29.
Супруги Аалто начали совместно работать над архитектурными проектами. Элисса участвовала во всех конкурсных работах мужа. Она также разработала серию обоев в жанре минимализма для компании по производству мебели Artek, основанной Алваром и Айно. 
После смерти Алвара в 1976 году Элисса стала управляющей компанией Artek. Она работала над завершением его проектов, в том числе здания оперы в Эссене, Музеем современного искусства в Ольборге, жилым комплексом в Люцерне, церковью в Лахти и Мезоном Луи Карре. У неё также были планы реконструкции библиотеки в Выборге.
В 1981 году Элисса Аалто была удостоена титула почётного члена Американского института архитекторов. Она скончалась от рака в 1994 году на 72-м году жизни. Похоронена на кладбище Хиетаниеми.